# Bursera ariensis
Bursera ariensis är en tvåhjärtbladig växtart som först beskrevs av Carl Sigismund Kunth, och fick sitt nu gällande namn av Mcvaugh & Rzedowski. Bursera ariensis ingår i släktet Bursera och familjen Burseraceae. Inga underarter finns listade i Catalogue of Life.